# Microsoft Windows 95
Microsoft Windows 95（マイクロソフト ウィンドウズ 95）は、マイクロソフトがWindows 3.1の後継として、1995年に発売したオペレーティングシステム (OS) である。インターネットが一般に広まりはじめた時期に、業務用だけでなく、一般家庭にも急速な普及を見せた画期的なOSで、パソコンを爆発的に普及させる原動力となった。
Microsoft Windows (Windows) ファミリーの1つであり、コードネームはChicago。Windowsの内部バージョンは4.0（初期版）である。

## 概説
従来は専門家用の高価なワークステーションでしか得られなかった操作感や機能を、一般向けに実現した点が世界に大きなインパクトを与えた。特に、家庭用として購入可能な価格のパソコンで動作するにもかかわらず、一般にも分かりやすい美麗な（ハイカラー（16bitカラー），トゥルーカラー（24bitカラー, 32bitカラー）で描画できる）GUIを備え、プラグアンドプレイやインターネットにも対応したOSという点が一般受けし、インターネットブームと共に爆発的に普及した。
別製品であったMS-DOSとWindowsが同一製品となった（製品パッケージやインストールメディアとしての話であって、システムとして統合されたわけではない）。次のような機能がWindows 3.1時代などと比べた特徴である。
- グラフィカルユーザインタフェース (GUI) の改善
- ネットワーク機能の充実
- Win32 API
- ファイルI/Oの改善
- 長いファイル名
- プラグアンドプレイ
- MS-DOSや以前のバージョンのWindowsとの互換性

ただし、上記の機能の中にはWindows for Workgroups 3.11（日本未発売）やWindows NT 3.51で既に実装されていたものもある。またVFATと呼ばれる「長いファイル名」（long file name）も導入されたが、MS-DOSを介さず直接ディスクを操作することで一部の機能を実現していたいわゆるマナーの悪いソフト（ファイル管理ソフト「FD」など）で非互換性が発生した例などがある。

### グラフィカルユーザインタフェースの改善
NEXTSTEP風のウィジェットを採用し、ユーザインタフェース (UI) デザインの大幅な刷新が図られた。特に、Apple ComputerとのGUI絡みの裁判が決着したことを背景に、タスクバーやスタートメニュー、マウスの右ボタンのクリックで表示される内容の一覧から希望する処理を選択するといったUIなど、従来のWindowsではアプリケーションランチャ、タスクマネージャとしてしか機能していなかったデスクトップを一般的なディレクトリ（フォルダ）のひとつとしたことで、他のディレクトリとシームレスにファイルを移動できるようになった点が革新的であった。文書を読む流れを意識して設計されたMacintoshと比較すると、タスクバーが画面下端に設置される等の違いがある。
初心者でも操作を理解しやすく、完成度の高かったこのGUIは、その後Windows NT系でもWindows NT 4.0で採用され、Windows 9x系においては、Microsoft Windows Me、Windows NT系においては、Windows 2000までほとんど変更を加えられずに引き継がれた。Windows 9x系の消滅後もWindows XPやWindows Vista、Windows 7のクラシックモードにおいてもWindows 95とほとんど同一のデザインが採用されていた。新しく追加されたユーザーインターフェースでも、ボタンの配置などの基本設計はWindows 95と概ね同じであった。Windows 8ではスタートボタンが廃止されたがユーザーの不評を買い、Windows 8.1やWindows 10ではスタートボタンが復活した。

### ネットワーク機能の充実
ビジネス分野でのLANの普及に対応し、ネットワーク設定の容易化を進めた。特に日本では、ネットワーク機能付きのWindows for Workgroup 3.11が販売されず、代替としてWindows NT Workstation 3.5が他国の販売価格と比較して安価に提供されていたが、ごく一部の先進的なユーザが導入するに留まっていた。そういった背景もあり、Windows 95は大きな期待を集めた。当初の戦略としては、LANはNetBEUIまたはIPX/SPX、WANはパソコン通信(ホストとしてはMSNの利用を想定)を利用すると位置付けていたが、前年の1994年頃よりインターネットでWWWの普及に弾みが付き始めたことに対応して、インターネットに必要な通信プロトコルのTCP/IPを選択することもできた。
もっとも、ビル・ゲイツはインターネットの普及はまだ先であるとして、パソコン通信を前提としたネットワークを考えていた。それ故、Windows 95の初期バージョンには、インターネット関連の機能は搭載されておらず、別売りの「Microsoft Plus!」による拡張機能として、Internet Explorer 2.0（英語版はIE1.0）を提供していた。しかし、ビル・ゲイツはWindows 95発売後すぐに、自分の判断の誤りに気づき、OSR2以降ではインターネット関連機能が標準搭載されるようになった。すなわち、OSR2ではTCP/IPが初期状態で選択されており、Windows 95を使えばインターネットに接続できるというイメージ戦略も成功し人気に拍車をかけることになった。

### Win32 API
Win32 APIが提供され、高速な32ビットコードによるプログラムをWindows上で使用可能になった。ただし、Windows 95で実装されたWin32 API（かつてはWin32cと呼ばれていた）はWindows NTで実装されていたものと完全な互換性はなく、Windows 3.1で実装されていたもの (Win32s) とも異なるものであった。

### ファイルI/Oの改善
ファイルI/Oを32ビットプロテクトモードで行い、MS-DOSのファイルI/O機能を使用せずにファイルI/Oを行えるようになった。これにより、MS-DOSのファイルI/O機能を使用していた以前のバージョンのWindowsよりファイルI/Oの性能が向上した。なお、スワップファイルへのアクセスに限っては、Windows 3.1の段階で既に32ビットI/Oを実現していた。

### その他
ファイルシステムであるFATを拡張し、VFATとしてWindows 3.1では不可能であった長いファイル名（最大255バイト）が利用可能になった。
プラグアンドプレイによる周辺機器の容易な増設など、分かりやすさを狙った設計となっていた。そのため、それまで専門的な知識を必要としたパソコンは誰でも手軽に使えるものになったと謳われた。
インターネットを使ってソフトの修正モジュールが配布されるようになったのも大きな特徴であった（初期版は特に修正モジュールが多かった）。
ゲームはWindows 3.1にもあったソリティア・マインスイーパのほか、新たにWin32sの付属サンプルでもあったフリーセルのほかハーツとHover!（その後のWindowsには付属していない）が付属する。また、マルチメディア機能が強化され、後にDirectXが提供された。
「DOSプロンプト」から複数のMS-DOSアプリケーションを同時に実行できるだけでなく、Windows 95を終了せずにリアルモードのMS-DOSを実行できた。Win16アプリケーションも実行でき、その場合は以前のバージョンのWindowsと同様の動作であった。VFATによる長いファイル名とファイルの拡張子によるアプリケーションの関連付けは不完全ながら下方互換性があり、Windows 95のファイルシステムをMS-DOSからアクセスできた。また、プロテクトモードのドライバを持たないデバイスをリアルモードのドライバを使用してWindows 95からアクセスできた。
Windows 95のパッケージ内容はMS-DOS 7.0/7.1とWindows 4.0のセットであり、MS-DOS 7.xを単独で起動したりWindows 3.1以前と同様MS-DOS用のメニューソフト（ランチャーソフト）やコマンドラインからWindows 4.0を起動することも可能である。また、PC-9800シリーズにおいてはMOディスクへのインストールおよびMOディスクからの起動が可能であり、ハードディスクを持たないWindowsマシンを構築することが可能である（PC/AT互換機および、Windows 98以降では不可能である）。

## リリース
1995年8月25日に英語版が12か国で先行して発売され、日本語のベータ版もリリースされていたことから、日本でもある程度の情報が広まっていた。販売開始と前後して大量のテレビコマーシャルが流されていたこともあり、日本語版の発売された1995年11月23日（勤労感謝の日）の秋葉原などでは、11月23日になった瞬間に深夜販売を始める店が多く、業界関係者や報道陣を中心に一種のお祭り騒ぎの様相を呈した。この様子はテレビなどで報道され売り上げに貢献した。
Windows 95は先行してリリースされていたWindows NT 3.51に比べるとUIや機能面で進化しているものの安定性や信頼性に劣り、技術的には不完全なものであった。しかし、従来のWindows 3.1よりも使い勝手が改良され、Windows NT 3.51よりも高速で動作し、Windows 95はユーザー・市場のニーズをよく読んでそれに応えるという現実的な解を提供し、マーケティングの成功といえた。
PC/AT互換機+Windows 95の組み合わせはデスクトップPCの事実上の標準となり、PC-9800シリーズ、FM TOWNSなどのx86ベースの独自プラットフォームのパソコンはPC/AT互換機に吸収されていった。

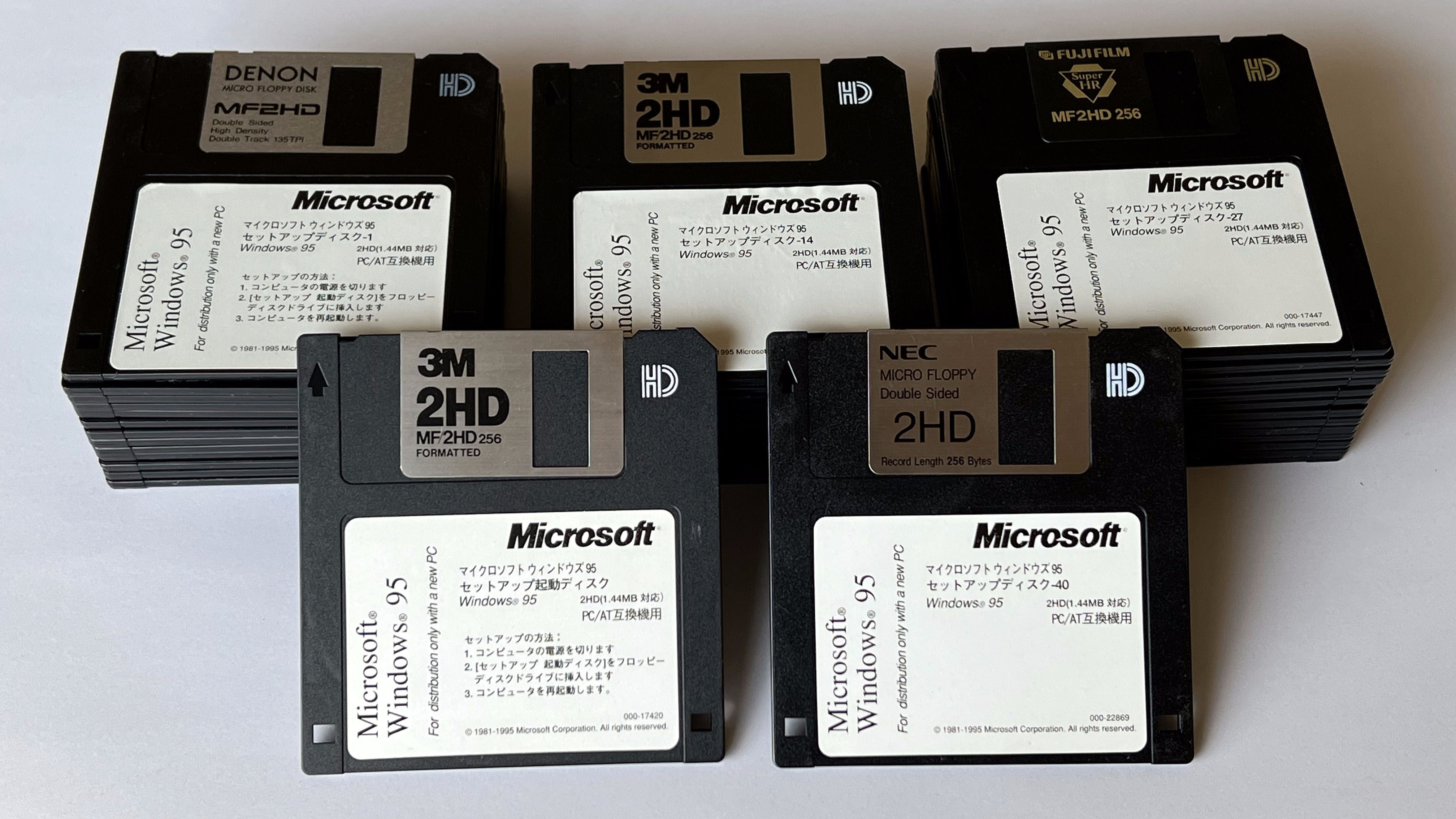
フロッピー版インストール・ディスク（全41枚）

CD-ROMとフロッピーディスク（DMFフォーマット）の2種類のメディアでリリースされた。希望小売価格は新規インストール用の通常版で29,800円、Windows 3.1、MS-DOS 5.0が対象のアップグレード版で13,800円であった。
直接的な後継OSとしては、以下のものが存在する。
- Windows 98
- Windows 98 Second Edition(98SE)
- Windows Millennium Edition

現在では、さまざまな問題点を解決するために、まったく新しく設計されたWindows NT系のOSが主流となっている。

## 構造
Windows 95は、カーネルモードのモジュールとユーザーモードのモジュールから構成されている。x86アーキテクチャのリングプロテクションを利用することによって、前者はリング0、後者はリング3で実行される。
カーネルモードのモジュールには以下のものがある。
- Virtual Machine Manager (VMM)
- Virtual Device Driver
- Installable File System

これらのモジュールは、32ビットプロテクトモードで実行され、Windows 95の動作中にはリアルモードのMS-DOSと置き換わる形となる。このような構造の基本は以前のバージョンのWindowsより引き継いだものであり、Windows 95でにわかに実現したものではない。
Windows 95の構造を「リアルモードのMS-DOS上でプロテクトモードのWindowsが動作している」と説明するのは誤りである。
ユーザーモードのモジュールには以下のものがある。
- Kernel
- User
- GDI

これらのモジュールの一部（特にUserとGDI）は以前のバージョンのWindowsより引き継いだ16ビットコードで記述されており、Win32 APIが使用された時も16ビットコードが実行されることがある。これにより以前のバージョンのWindowsとの互換性を高めメモリの使用量を減少させているが、16ビットコードの問題がWin32アプリケーションに影響を与え、性能を低下させることもあった。
Windows 95のVMMは、Win32アプリケーション、MS-DOSアプリケーションに対して各プロセスに固有のアドレス空間を与え、プリエンプティブ・マルチタスクとして実行する。このため、特定のアプリケーションの問題によりCPUが占有されるトラブルはなくなった。
一方、Win16アプリケーションに対しては、以前のバージョンのWindowsと同様にすべてのプロセスに共有アドレス空間を与え、ノンプリエンプティブ・マルチタスクとして実行する。これにより、以前のバージョンのWindowsと互換性を保っているが、Win16アプリケーションを使用した場合、以前のバージョンのWindowsと同様にシステムリソースの制限やCPUの占有によるトラブルが発生する。ただし、Win16アプリケーション同士のプリエンプションに制限はあるが、Win16アプリケーションとWin32アプリケーションとのプリエンプションは可能であるため、Win16アプリケーションの問題によりWin32アプリケーションにCPUが与えられなくなることはない。
なお、DLLは上記のKernel、User、GDIも含め、Win16アプリケーションと同じアドレス空間を共有する。

## マイナーバージョン
マイナーバージョンは次の6つに分かれる。
- 初期版 - 内部バージョンは4.0。
- SP (Service Pack) 1 - 内部バージョンは4.0a。初期版にSP1を適用したもの。※初期版と、このSP1適用のみ単体パッケージとしても販売された。
- OSR (OEM Service Release) 1 - 内部バージョンは4.0a。SP1を適用のOEM専用版。
- OSR2およびOSR2.1 - 内部バージョンは4.0b。初期版発売から1年あまり経った1996年末頃、ハードウェアとのセットを条件とするOEM専用版（単体パッケージでは発売されず）としてリリース。多数のバグ修正とHDDのDMA転送のサポート、FAT32（非公式）などの新機能が盛り込まれ、大きな変化が生じた。OSR2.1ではAGPやUSBへの対応がされた。ただし、Windows 95で利用可能なUSB機器はほとんど存在せず、正式にはWindows 98（安定版はSE）まで待たねばならなかった。
- OSR2.5 - 内部バージョンは4.0c。1997年頃、ハードウェアセットのOEM専用版としてリリース。Internet Explorer 4.0やActive Desktopが統合され機能的にはWindows 98に近くなっているが、処理が重くなっている。誤って「OSR3」と呼ばれることがあった。

初期版およびOSR1と、OSR2系では、ハードウェア増設時の手順や画面に違いがあり、OSR2.0リリース以降の各周辺機器メーカーの取り扱い説明書では、操作方法をWindowsのバージョンによって場合分けして説明しているものがある。
また、機能拡張パックである「Microsoft Plus! for Windows 95」が別売されていた。これを利用すると、アイコンに使用できる色数が16色から多色に増えたり、フォントのスムーズ表示機能が拡張されたりする。他に、ディスク圧縮ツール、Internet Explorer 2.0（英語版は1.0）などインターネット用のツール、アイコン・サウンド・壁紙のデータ「デスクトップテーマ」、Windows 3D ピンボールが付属する。なお、このWindows 3D ピンボールは後のWindows NT 4.0からWindows XPまでにおいて、標準添付となる。

## システム要件
|                      | 32 ビット                                                                      |
| -------------------- | ------------------------------------------------------------------------------ |
| プロセッサー         | 486SX 以上 （2.2GHz以上のCPUには対応しない）                                   |
| 物理メモリー         | 8 MB以上 （12 MB以上を推奨）                                                   |
| ストレージ           | 75 MB以上 （インストールする機能によっては、さらに容量が必要となる場合がある） |
| リムーバブルドライブ | CD-ROMドライブ、FDDドライブのいずれか                                          |
| 画面解像度           | 640 x 480                                                                      |

アップグレード版では、コンピュータにMS-DOS 5.0以上またはWindows 3.1がインストールされている必要がある。インストールされていない場合、セットアップ中にアップグレード元のWindowsのフロッピーディスクが要求される。

## 旧バージョンからのアップグレード / アンインストール
Windows 95には、Windows 3.1からのみアップグレード可能。Windows NTからはアップグレードできない。また、アップグレード時にシステムファイルを保存していれば、旧バージョンに戻す事(アンインストール)ができる。

## 新しいバージョンへのアップグレード / アンインストール
Windows 95からはマイナーバージョン (OSR) の有無に関わらず、Windows 98（Second Editionも含む）、Windows Me、Windows 2000 Professionalのいずれかにアップグレードする事ができる。ただし、Windows Meの「Windows 98ユーザー限定期間限定特別パッケージ」（Windows 98/98SEからのアップグレードを前提にした低価格の専用アップグレードパッケージ）を使用してWindows Meにアップグレードする場合、事前にWindows 98のインストールCDを手元に用意しておく必要がある。Windows 95からいきなりWindows XPにはアップグレードできず、その後継OSであるWindows Vista/7/8にする事も当然できない（Windows 95からではセットアッププログラム自体が起動しない）。また、上記のWindowsの内、Windows 2000以外のバージョンにアップグレードした場合は、後でそのバージョンをアンインストールして、Windows 95に戻す事ができる。

## 対応機種
- PC/AT互換機
- PC-9800シリーズ（NECからもOEM版を発売）
- EPSON PCシリーズ（OSR2はリリースされず。メーカー直販のみで店頭販売なし）
- FM TOWNS[7]（OSR2はリリースされず。メーカー直販のみで店頭販売なし）
- FMR280（OSR2はリリースされず。メーカー直販のみで店頭販売なし）

## 出荷・販売本数の推移
- 1995年
  - 8月24日 - 初日出荷40万本[8]
  - 8月27日 - 発売から4日で、北米でのパッケージのみで100万本販売[9]。また、全世界では400万本販売[10]。
  - 10月17日 - 700万本販売[11]
  - 11月末 - 1000万本
  - 12月末 - 1853.4万本（データクエスト調べ、1996年8月発表。出荷ベース）
- 1999年3月末 - 1億9300万本

日本語版については以下の通り。
- 1995年
  - 11月20日 - 受注本数75万本[12]、初回出荷50万本[13]
  - 11月26日 - 4日で20万本販売（1995年11月30日、マイクロソフト発表）[14][15]
  - 11月28日 - 6日でPC-9800シリーズ版（マイクロソフトと日本電気が販売）27万本出荷[15]
  - 12月 - マイクロソフト版と日本電気版の合計でパッケージ86万本を出荷[16]

## その他
- 標準のシステム起動音である「The Microsoft Sound」はブライアン・イーノの作曲。また終了時のサウンドは、Windows 3.1以前の起動音と同じもの(tada)が使用されている。
- インストールCDの「Fun Stuff」というフォルダには、"goodtime.avi"と"weezer.avi"の2つのミュージック・ビデオが収録されている。前者はエディ・ブリケルの"Good Times"、後者はウィーザーの"Buddy Holly"である。
- ネットワーク系処理の一部には、BSD由来のものが含まれている。代表例としては、FTP.EXEの中にBSDライセンス文字列が含まれている[17]。